# Maurizio Lama
Maurizio Lama (* 18. September 1937 in Rom; † 18. März 1968) war ein italienischer Jazzmusiker (Piano, auch Orgel, Arrangement).
Lama arbeitete seit den frühen 1960er-Jahren in den Jazzszenen von Turin und Mailand u. a. mit Enrico Rava (1960),  Franco Mondini/Phil Woods (1960), Jacques Pelzer (1961), Gato Barbieri, Steve Lacy, Aldo Romano, Giorgio Azzolini, Gianni Sanjust, Franco Cerri, Franco Ambrosetti, Giorgio Buratti und Paolo Conte. er war auch als Studiomusiker tätig. Lama starb 1968 im Alter von dreißig Jahren an den Folgen eines Verkehrsunfalls auf der Autostrada dei Fiori.
1970 erschien posthum das Album La Musica di Maurizio Lama; die Aufnahmen – neben Originals von ihm und von Cerri die Jazzstandards Naima, Solar, Stella by Starlight, ein Filmthema (Cosa diresti se) und die Gesangsnummer Semplicissimo mit Bruno Lauzi – entstanden 1967/68 bei Sessions während Lamas Arbeit im Studio 7 von Tito Fontana für das Label Dire. Mitwirkende Musiker waren Enrico Rava, Giancarlo Barigozzi (Tenorsaxophon), Carlo Milano (Kontrabass),  Aldo Romano bzw. Giancarlo Pillot (Schlagzeug), Ivo Meletti (Gitarre), Alberto Corvini (Posaune), Giorgio Azzolini, Marco Ratti (Kontrabass) und Bruno Lauzi (Gesang). Im Bereich des Jazz war Lama zwischen 1960 und 1968 an zwölf Aufnahmesessions beteiligt.